# Grande Prêmio da Alemanha de 1987
Resultados do Grande Prêmio da Alemanha de Fórmula 1 realizado em Hockenheim em 26 de julho de 1987. Oitava etapa da temporada, teve como vencedor o brasileiro Nelson Piquet, da Williams-Honda.

## Classificação da prova
| Pos. | Nº | Piloto             | Construtor             | Voltas | Tempo/Diferença  | Grid | Pontos |
| ---- | -- | ------------------ | ---------------------- | ------ | ---------------- | ---- | ------ |
| 1    | 6  | Nelson Piquet      | Williams-Honda         | 44     | 1:21'25.091      | 4    | 9      |
| 2    | 2  | Stefan Johansson   | McLaren-TAG/Porsche    | 44     | + 1'39"591       | 8    | 6      |
| 3    | 12 | Ayrton Senna       | Lotus-Honda            | 43     | + 1 volta        | 2    | 4      |
| 4    | 4  | Philippe Streiff   | Tyrrell-Ford           | 43     | + 1 volta        | 22   | 3      |
| 5    | 3  | Jonathan Palmer    | Tyrrell-Ford           | 43     | + 1 volta        | 23   | 2      |
| 6    | 30 | Philippe Alliot    | Lola-Ford              | 42     | + 2 voltas       | 21   | 1      |
| 7    | 1  | Alain Prost        | McLaren-TAG/Porsche    | 39     | Pane elétrica    | 3    |        |
| NC   | 9  | Martin Brundle     | Zakspeed               | 34     | Não classificado | 19   |        |
| Ret  | 26 | Piercarlo Ghinzani | Ligier-Megatron        | 32     | Motor            | 17   |        |
| Ret  | 23 | Adrian Campos      | Minardi-Motori Moderni | 28     | Motor            | 18   |        |
| Ret  | 20 | Thierry Boutsen    | Benetton-Ford          | 26     | Motor            | 6    |        |
| Ret  | 5  | Nigel Mansell      | Williams-Honda         | 25     | Motor            | 1    |        |
| Ret  | 24 | Alessandro Nannini | Minardi-Motori Moderni | 25     | Motor            | 16   |        |
| Ret  | 17 | Derek Warwick      | Arrows-Megatron        | 23     | Turbo            | 13   |        |
| Ret  | 10 | Christian Danner   | Zakspeed               | 21     | Transmissão      | 20   |        |
| Ret  | 28 | Gerhard Berger     | Ferrari                | 19     | Turbo            | 10   |        |
| Ret  | 19 | Teo Fabi           | Benetton-Ford          | 18     | Motor            | 9    |        |
| Ret  | 21 | Alex Caffi         | Osella-Alfa Romeo      | 17     | Motor            | 26   |        |
| Ret  | 8  | Andrea de Cesaris  | Brabham-BMW            | 12     | Motor            | 7    |        |
| Ret  | 27 | Michele Alboreto   | Ferrari                | 10     | Turbo            | 5    |        |
| Ret  | 14 | Pascal Fabre       | AGS-Ford               | 10     | Motor            | 25   |        |
| Ret  | 18 | Eddie Cheever      | Arrows-Megatron        | 9      | Regulador        | 15   |        |
| Ret  | 11 | Satoru Nakajima    | Lotus-Honda            | 9      | Suspensão        | 14   |        |
| Ret  | 16 | Ivan Capelli       | March-Ford             | 7      | Motor            | 24   |        |
| Ret  | 25 | René Arnoux        | Ligier-Megatron        | 6      | Ignição          | 12   |        |
| Ret  | 7  | Riccardo Patrese   | Brabham-BMW            | 5      | Ignição          | 11   |        |

## Tabela do campeonato após a corrida
| Pos. | Piloto           | Pontos |
| ---- | ---------------- | ------ |
| 1    | Nelson Piquet    | 39     |
| 2    | Ayrton Senna     | 35     |
| 3    | Nigel Mansell    | 30     |
| 4    | Alain Prost      | 26     |
| 5    | Stefan Johansson | 19     |

| Pos. | Equipe              | Pontos |
| ---- | ------------------- | ------ |
| 1    | Williams-Honda      | 69     |
| 2    | McLaren-TAG/Porsche | 45     |
| 3    | Lotus-Honda         | 41     |
| 4    | Ferrari             | 17     |
| 5    | Tyrrell-Ford        | 8      |

| Pos. | Piloto           | Pontos |
| ---- | ---------------- | ------ |
| 1    | Jonathan Palmer  | 48     |
| 2    | Philippe Streiff | 39     |
| 3    | Pascal Fabre     | 34     |
| 4    | Philippe Alliot  | 19     |
| 5    | Ivan Capelli     | 6      |

| Pos. | Equipe       | Pontos |
| ---- | ------------ | ------ |
| 1    | Tyrrell-Ford | 87     |
| 2    | AGS-Ford     | 32     |
| 3    | Lola-Ford    | 19     |
| 4    | March-Ford   | 6      |

- Nota: Somente as primeiras cinco posições estão listadas. Entre 1981 e 1990 cada piloto podia computar onze resultados válidos por temporada não havendo descartes no mundial de construtores.